# Mouriès
Mouriès [mu:ʁjɛs] est une commune française située dans le département des Bouches-du-Rhône en région Provence-Alpes-Côte d'Azur. Elle est connue comme la première commune oléicole de France,.

## Géographie

### Localisation
La commune de Mouriès se trouve au nord-ouest du département des Bouches-du-Rhône, dans la petite région agricole des Coteaux de Provence.
À vol d'oiseau, elle se situe à 59,2 km  de Marseille, préfecture du département et à 18,9 km de Salon-de-Provence, chef-lieu du canton de Salon-de-Provence-1 dont dépend la commune depuis 2015. La commune fait en outre partie du bassin de vie de Saint-Martin-de-Crau.

### Géologie et relief
La superficie de la commune est de 38,35 km2.
L'altitude du territoire communal varie de 1 mètre (au sud-ouest du territoire communal au niveau du marais des Baux) à 281 mètres (au nord-est du territoire communal),. La commune est située au sud du massif des Alpilles, massif constitué de strates de roches sédimentaires plissées en forme d'anticlinal, et au nord de la Crau.

### Hydrographie

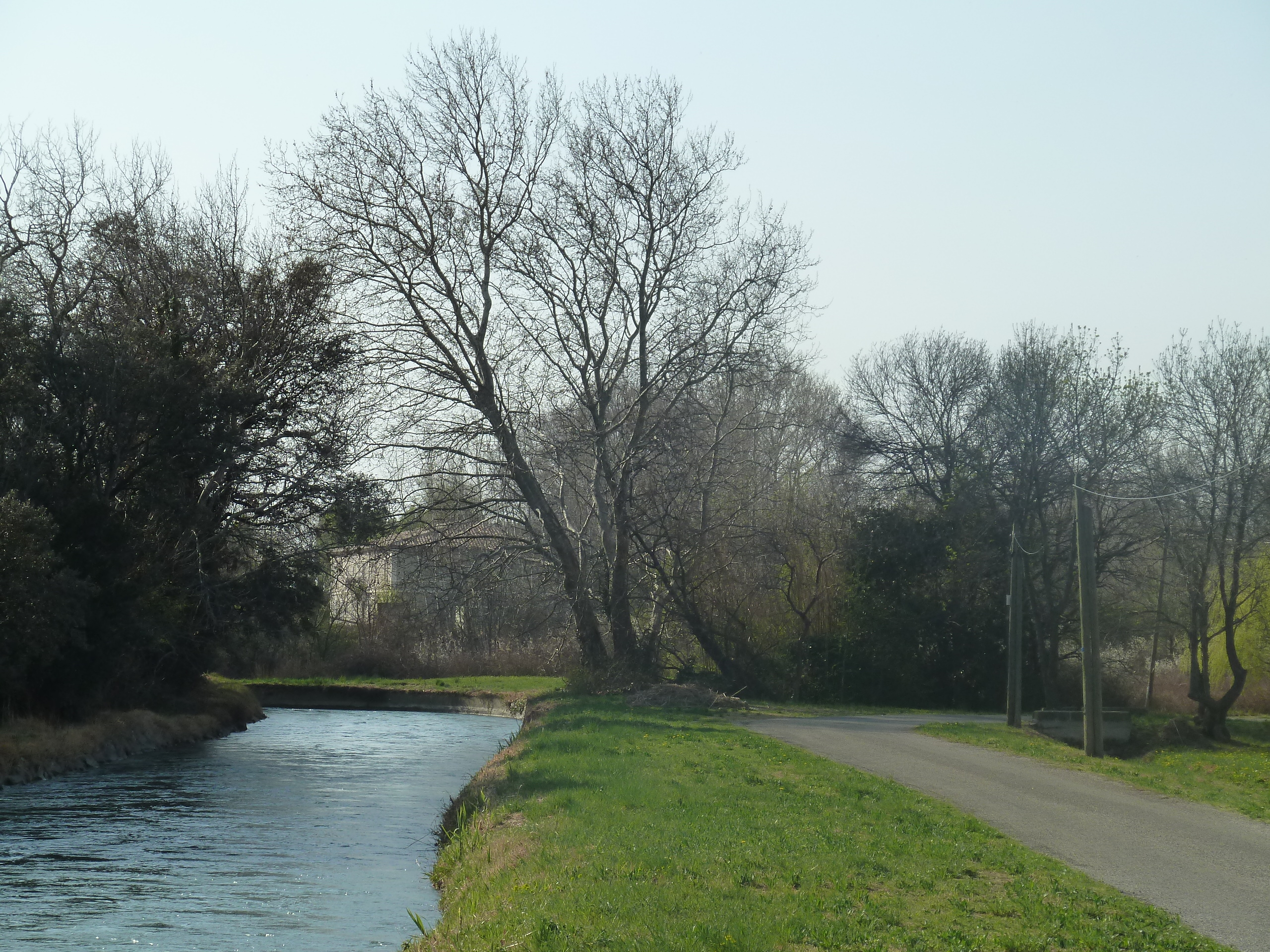
Le canal de Craponne

Mouriès est drainée par le gaudre d'Aureille (12 km), le gaudre du Destet (8 km) et le gaudre de la Vallongue (4,2 km). Tous trois alimentent l'étang de Berre via les canaux du marais des Baux (canal de Van-Ens et de Mouriès).
Le canal de Craponne irrigue la partie sud-est de la commune.

### Climat
Pour des articles plus généraux, voir Climat de Provence-Alpes-Côte d'Azur et Climat des Bouches-du-Rhône.
En 2010, le climat de la commune est de type climat méditerranéen franc, selon une étude du Centre national de la recherche scientifique s'appuyant sur une série de données couvrant la période 1971-2000. En 2020, Météo-France publie une typologie des climats de la France métropolitaine dans laquelle la commune est exposée à un climat méditerranéen et est dans la région climatique Provence, Languedoc-Roussillon, caractérisée par une pluviométrie faible en été, un très bon ensoleillement (2 600 h/an), un été chaud (21,5 °C), un air très sec en été, sec en toutes saisons, des vents forts (fréquence de 40 à 50 % de vents > 5 m/s) et peu de brouillards.
Pour la période 1971-2000, la température annuelle moyenne est de 14,1 °C, avec une amplitude thermique annuelle de 17,4 °C. Le cumul annuel moyen de précipitations est de 623 mm, avec 5,5 jours de précipitations en janvier et 1,9 jours en juillet. Pour la période 1991-2020, la température moyenne annuelle observée sur la station météorologique de Météo-France la plus proche, « Eyragues », sur la commune d'Eyragues à 17 km à vol d'oiseau, est de 15,2 °C et le cumul annuel moyen de précipitations est de 631,8 mm. 
La température maximale relevée sur cette station est de 42,2 °C, atteinte le 28 juin 2019 ; la température minimale est de −9,9 °C, atteinte le 2 mars 2005,,.
Les paramètres climatiques de la commune ont été estimés pour le milieu du siècle (2041-2070) selon différents scénarios d'émission de gaz à effet de serre à partir des nouvelles projections climatiques de référence DRIAS-2020. Ils sont consultables sur un site dédié publié par Météo-France en novembre 2022.

#### Vent
Le mistral souffle violemment du nord ou du nord-ouest, particulièrement en hiver et au printemps. Les Alpilles dévient le vent, mais il souffle sur la commune proche des Baux de Provence aussi fort que dans le nord de la chaîne. Sur une année, le mistral souffle en moyenne, fortement 100 jours et faiblement 83 jours, ce qui ne laisse que 182 jours sans vent. On distingue deux types de mistral : le « mistral blanc », qui dégage le ciel en totalité et en accentue la luminosité, et le « mistral noir », plus rare, accompagné de pluie.

#### Températures et précipitations
Le tableau ci-dessous indique les températures et les précipitations pour la période 1971-2000 :
| Mois                              | jan. | fév. | mars | avril | mai  | juin | jui. | août | sep. | oct. | nov. | déc. | année |
| --------------------------------- | ---- | ---- | ---- | ----- | ---- | ---- | ---- | ---- | ---- | ---- | ---- | ---- | ----- |
| Température minimale moyenne (°C) | 1,2  | 2    | 4    | 6,4   | 10,1 | 13,7 | 16,4 | 16,3 | 13,3 | 9,5  | 4,9  | 2,4  | 8,4   |
| Température moyenne (°C)          | 6,1  | 7,2  | 9,7  | 12    | 16,1 | 19,8 | 22,9 | 22,7 | 19,2 | 14,7 | 9,6  | 7    | 13,9  |
| Température maximale moyenne (°C) | 10,9 | 12,3 | 15,3 | 17,5  | 22   | 25,8 | 29,4 | 29   | 25   | 19,9 | 14,2 | 11,6 | 19,4  |
| Précipitations (mm)               | 59   | 47   | 44   | 63    | 52   | 31   | 16   | 37   | 64   | 98   | 58   | 54   | 623,4 |

### Paysages
La commune est concernée par la directive paysagère des Alpilles qui a « pour objet, à la fois la mise en valeur des éléments caractéristiques matériels ou immatériels, constituant les structures d’un paysage, et en même temps la mise en place d’une démarche de projet qui réunit l’ensemble des acteurs locaux agissant sur ce paysage ».

### Milieux naturels et biodiversité
La commune est à la limite septentrionale de la zone d'habitat de l'Aigle de Bonelli.[réf. nécessaire]

#### Sites Natura 2000
Le réseau Natura 2000 est un réseau écologique européen de sites naturels d'intérêt écologique élaboré à partir des Directives « Habitats » et « Oiseaux ». Ce réseau est constitué de Zones spéciales de conservation (ZSC) et de Zones de protection spéciale (ZPS). Dans les zones de ce réseau, les États membres s'engagent à maintenir dans un état de conservation favorable les types d'habitats et d'espèces concernés, par le biais de mesures réglementaires, administratives ou contractuelles. L'objectif est de promouvoir une gestion adaptée des habitats tout en tenant compte des exigences économiques, sociales et culturelles, ainsi que des particularités régionales et locales de chaque État membre. Les activités humaines ne sont pas interdites, dès lors que celles-ci ne remettent pas en cause significativement l'état de conservation favorable des habitats et des espèces concernés.
Une partie du territoire communal est incluse dans deux sites Natura 2000 :
- « Les Alpilles », au nord et nord-ouest du territoire communal, d'une superficie de 17 334 ha[24].
- « Crau centrale - Crau sèche », au sud-est du territoire communal, d'une superficie de 31 538 ha[25].
- « Marais de la vallée des Baux et marais d'Arles », au sud-ouest du territoire communal, d'une superficie de 11 061 ha[26].

#### Zones naturelles d'intérêt écologique, faunistique et floristique
L'inventaire des zones naturelles d'intérêt écologique, faunistique et floristique (ZNIEFF) a pour objectif de réaliser une couverture des zones les plus intéressantes sur le plan écologique, essentiellement dans la perspective d'améliorer la connaissance du patrimoine naturel national et de fournir aux différents décideurs un outil d'aide à la prise en compte de l'environnement dans l'aménagement du territoire. Le territoire communal de Mouriès comprend quatre ZNIEFF:
- La « Marais de l'Ilon - Complexe limnique de Santa-Fé » (116 ha), ZNIEFF de type II[28].
- La « Chaîne des Alpilles » (22 336 ha), ZNIEFF de type II[29].
- La « Marais de Figuerolle et Marais des Baux » (437 ha), ZNIEFF de type II[30].
- La « Bois de Sainta-Fé - Bois de Chambremont - Bois de la Taulière » (1 444 ha), ZNIEFF de type II[31].

## Urbanisme

### Typologie
Au 1er janvier 2024, Mouriès est catégorisée bourg rural, selon la nouvelle grille communale de densité à 7 niveaux définie par l'Insee en 2022.
Elle appartient à l'unité urbaine de Mouriès, une unité urbaine monocommunale constituant une ville isolée,. La commune est en outre hors attraction des villes,.

### Occupation des sols
L'occupation des sols est marquée par l'importance des espaces forestiers. La répartition détaillée ressortant de la base de données européenne d'occupation biophysique des sols Corine Land Cover millésimée 2018 est la suivante : zones agricoles hétérogènes (26,8 %), cultures permanentes (21,3%), milieux à végétation arbustive ou herbacée (21 %), prairies (14,3%), forêts (7,5 %), terres arables (3,8%), zones urbanisées (3,9 %), espaces ouverts, sans ou avec peu de végétation (3,1%), espaces verts artificialisés et non agricoles (2%), zones humides (0,1%).

### Logement
En 2017, le nombre total de logements dans la commune était de 1 998, alors qu'il était de 1 509 en 2007.
Parmi ces logements, 77 % étaient des résidences principales, 15,3 % des résidences secondaires et 7,7 % des logements vacants. Ces logements étaient pour 91 % d'entre eux des maisons individuelles et pour 7 % des appartements.
La proportion des résidences principales, propriétés de leurs occupants était de 69,8 %, en légère hausse par rapport à 2007 (68,7 %). La part de logements HLM loués vides était de 3,5 % contre 2,1 %, leur nombre étant constant 53 contre 27.

### Planification de l'aménagement
La loi SRU du 13 décembre 2000 a incité fortement les communes à se regrouper au sein d'un établissement public, pour déterminer les partis d'aménagement de l'espace au sein d'un SCoT, un document essentiel d'orientation stratégique des politiques publiques à une grande échelle. La commune est dans le territoire du SCOT du Pays d'Arles, approuvé le 13 avril 2018 et modifié le 26 avril 2019.
En matière de planification, la commune dispose d'un plan local d'urbanisme approuvé le 28 février 2020.

### Voies de communication et transports
La commune et son bourg sont traversés d'est en ouest par la route départementale 17 Aureille - Maussane-les-Alpilles, et du nord au sud par la route départementale 24 Eygalières - Saint-Martin-de-Crau. Les routes départementales 5, 78 et 24A traversent aussi la commune.
La commune est accessible au sud-ouest par l'autoroute A54 (Nîmes - Salon-de-Provence), sortie no 12 sur la commune de Saint-Martin-de-Crau puis, plus à l'est, par l'autoroute A7, sortie n°26 à Sénas, reliant Lyon à Marseille via Orange.
La commune est desservie par la ligne de bus régulière du réseau régional Zou ! no 29 reliant Salon-de-Provence à Arles. Trois arrêts sont situées sur la commune : Le Vallat, Le Boulodrome et Le Stade.
L'aéroport international le plus proche est celui de Marseille-Provence. Deux aérodromes sont situés à proximité : l'aérodrome du Mazet de Romanin, entre Eygalières et Saint-Rémy-de-Provence, et l'aérodrome de Salon - Eyguières au sud de la commune d'Eyguières.

## Toponymie
La forme provençale est Mouiès.

## Histoire

### Préhistoire et Antiquité

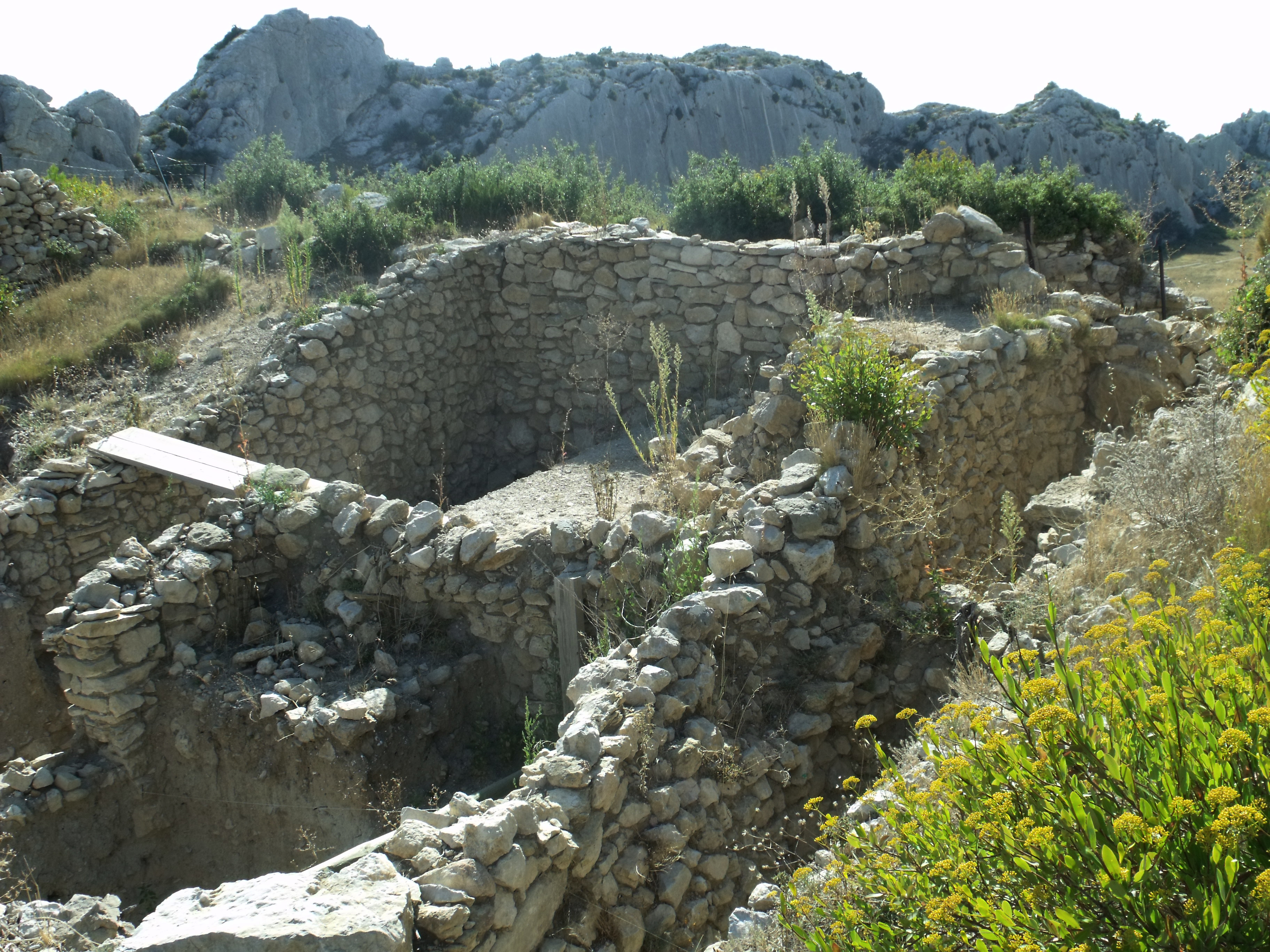
Maisons de l'oppidum des Caisses de Jean-Jean.

Dans les siècles qui précèdent l'arrivée des Romains, le territoire de Mouriès, comme l'ensemble des Alpilles, est peuplé de Ligures, de Celtes et de Celto-Ligures. Mouriès fait alors sans doute partie du territoire des Nearchi dont Ernaginum constitue la frontière nord, mais aussi, peut-être, des Anatilii, qui vivent jusqu'au nord de la Crau, dont les Alpilles constituent la frontière naturelle.
Lors de la seconde partie du premier âge du Fer (VIIe – VIe siècles av. J.-C.), la population, jusqu'alors essentiellement nomade, se sédentarise et se met à construire en dur. Le castrum se structure à la manière d'un village avec ses rues et ses maisons adossées. Le processus d'installation permanente est à mettre en parallèle avec l'intensification des échanges économiques avec les commerçants méditerranéens. En échange de produits de luxe, les habitants des Alpilles produisent des céréales, passant de l'autarcie à une véritable économie d'échange. Au cours des siècles suivants, la population du massif diminue de façon conséquente, le comptoir grec d'Arles attirant de nombreux habitants venus de toute la région. Mais dès la fin de l'Âge du fer (IIe – Ier siècles av. J.-C.), l'oppidum des Caisses de Jean-Jean voit affluer de nouveaux colons. La ville se développe et des monuments sont construits dans un style tardo-hellénistique.

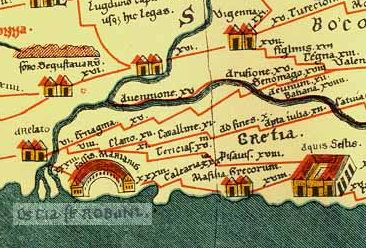
La carte de Peutinger fait référence à un lieu nommé Tericias (Tericiae).

La Table de Peutinger (Tabula Peutingeriana ou Peutingeriana Tabula Itineraria), appelée aussi « Carte des étapes de Castorius », copie du XIIIe siècle d'une ancienne carte romaine où figurent les routes et les villes principales de l'Empire romain qui constituaient le cursus publicus, fait référence à un lieu qu'elle dénomme Tericias, forme dative de Tericiae. D'est en ouest, depuis Aix-en-Provence jusqu'au Rhône, on y lit les noms suivants : Aquis Sextis XVIII Pisavis XVIII Te[r]icias. Ces indications localisent Tericiae sur le territoire de la commune de Mouriès, un peu à l'ouest du village. Mais de nombreux chercheurs se sont interrogés quant à son identification, son nom latin n'étant semble-t-il pas passé dans un toponyme moderne. Et l'on pourrait logiquement s'interroger quant à savoir s'il ne faudra pas voir dans l'oppidum des Caisses de Jean-Jean le site de l'antique Tericiae.
C'est un dénommé Villevieille, antiquaire à Montpellier qui, le premier, a proposé de voir en Tericiae l'antique Mouriès. L'historien-préfet, Christophe de Villeneuve-Bargemon (1824), localise la ville sur la propriété de Jean-Jean. En 1884, Isidore Gilles propose le quartier de la Castelette, situé entre le village de Mouriès et les Caisses de Jean-Jean. Depuis 1895 et les études de L. Rochetin, il semble établi qu'il faille voir Tericiae en contrebas de l'oppidum. Selon Fernand Benoit, une fois la paix romaine installée en Basse-Provence, la population de l'oppidum serait descendue dans la plaine qu'elle aurait colonisée, donnant naissance à la ville de Tericiae, d'une superficie totale de 14 hectares. Benoit propose même un site précis, entre les Caisses, le Castellas, le Mazet et le hameau des Baumettes.

### Époque moderne contemporaine
En 1887, la ville est dotée d'une gare située sur la ligne d'Arles à Salon-de-Provence. La section Fontvieille - Salon ferme son service voyageurs en 1933 et fret en 1947, date à laquelle elle est déclassée et déferrée.

Aujourd'hui la gare abrite le centre technique de la ville. D'ouest en est, la ligne est effacée au profit de la D17, des avenues Alphonse Daudet, Frédéric Mistral et Jean Calendal Vianes, ainsi que la route du Pont des Plaines,.

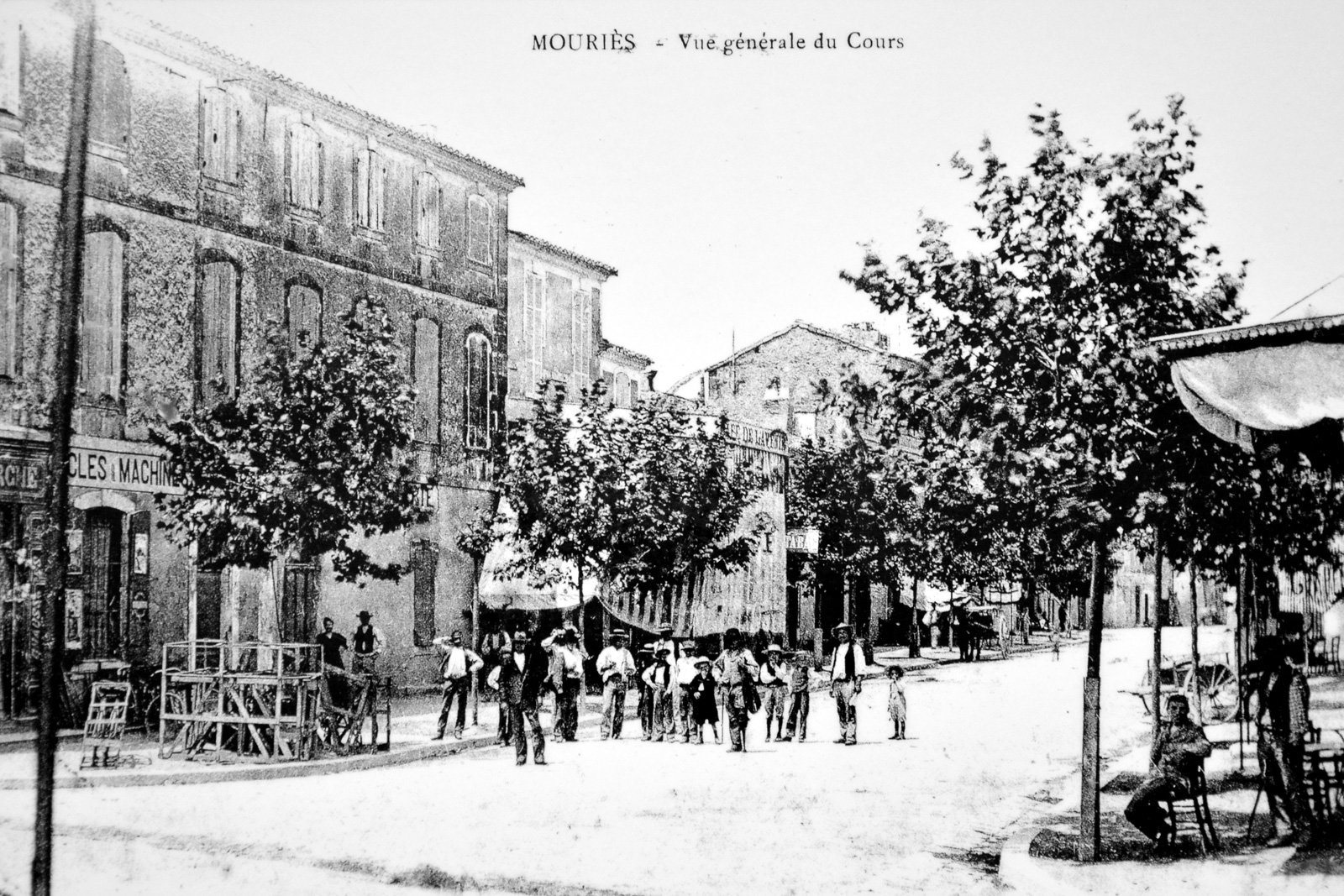
Mouriès en 1900. Vue générale du Cours, sur la gauche le Café de l'Avenir.
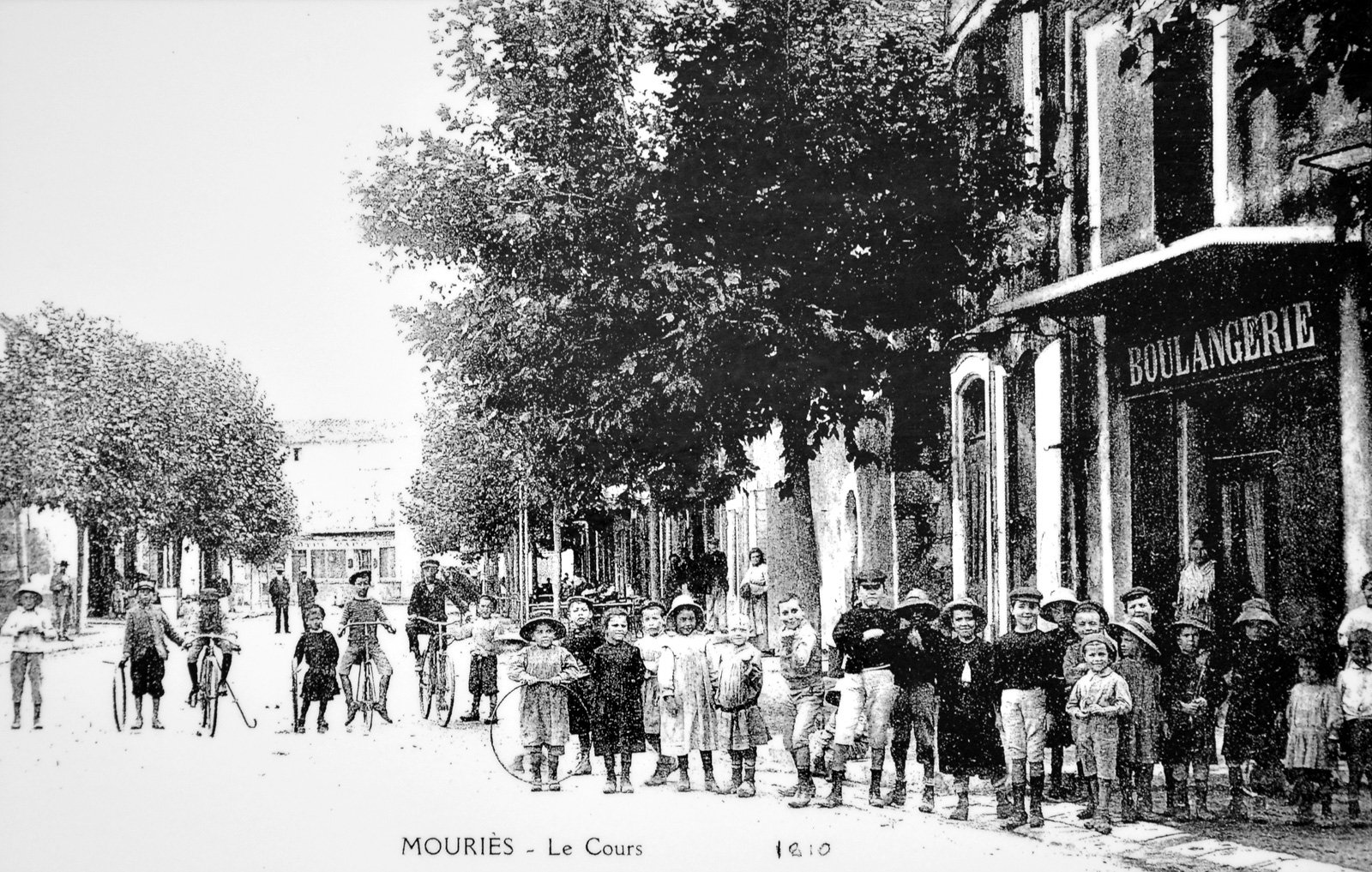
Mouriès en 1910. Vue générale du Cours.
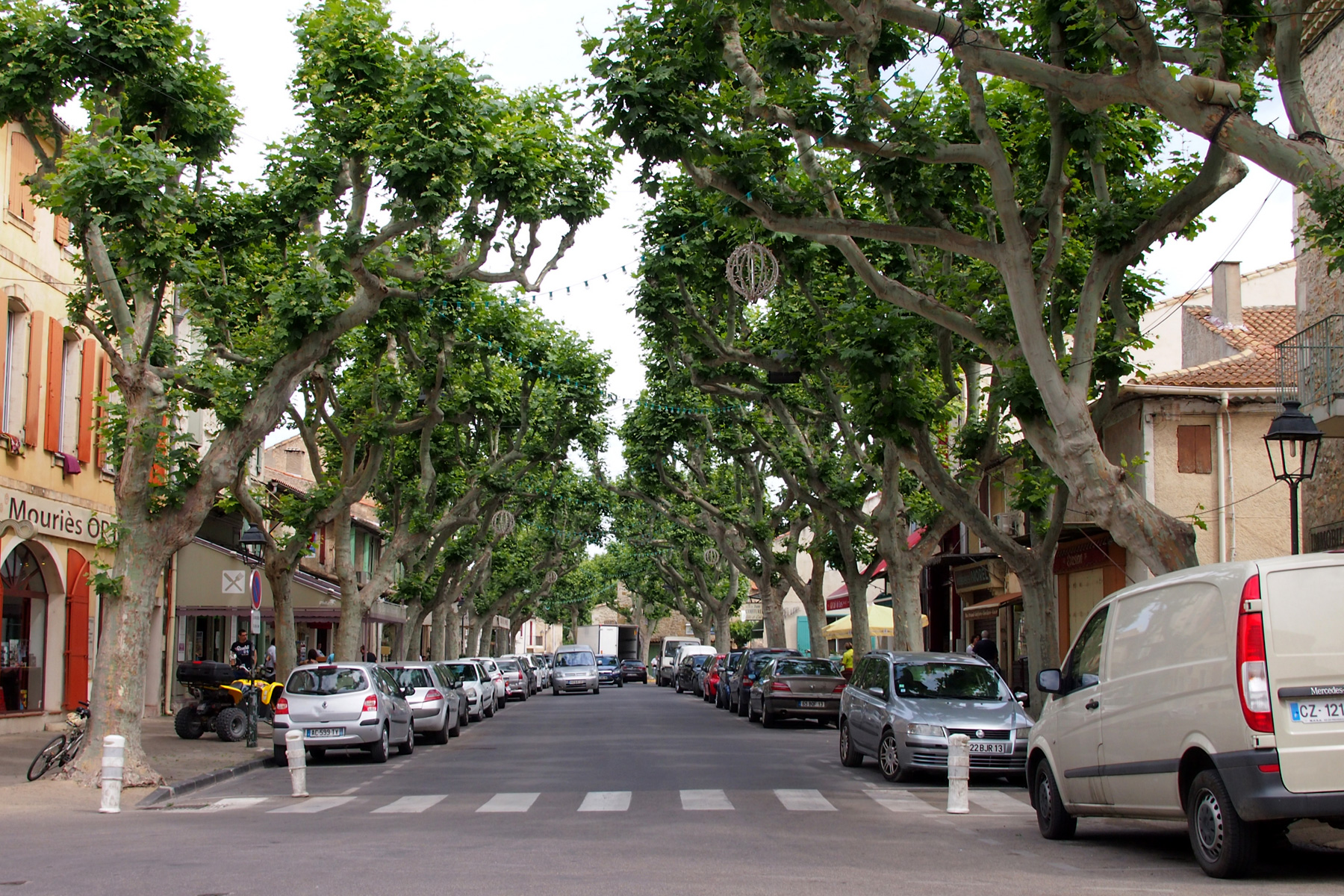
Mouriès en 2014. Vue générale du cours Paul-Revoil, sur la gauche le Café de l'Avenir.

## Politique et administration

### Découpage territorial
La commune de Mouriès est membre de la communauté de communes Vallée des Baux-Alpilles, un établissement public de coopération intercommunale (EPCI) à fiscalité propre créé le 29 décembre 1995 dont le siège est à Saint-Rémy-de-Provence. Ce dernier est par ailleurs membre d'autres groupements intercommunaux comme le Pays d'Arles.
Sur le plan administratif, elle est rattachée à l'arrondissement d'Arles, à la circonscription administrative de l'État des Bouches-du-Rhône et à la région Provence-Alpes-Côte d'Azur.
Sur le plan électoral, elle dépend du canton de Salon-de-Provence-1 pour l'élection des conseillers départementaux, depuis le redécoupage cantonal de 2014 entré en vigueur en 2015, et de la quinzième circonscription des Bouches-du-Rhône pour les élections législatives, depuis le dernier découpage électoral de 2010, représentée depuis le 18 juin 2017 par Bernard Reynès.

### Élections municipales et communautaires

#### Élections de 2020
| Tête de liste | Tête de liste     | Suffrages | Pourcentage | CM | CC |
| ------------- | ----------------- | --------- | ----------- | -- | -- |
|               | Alice Roggiero    | 966       | 65,18 %     | 19 | 4  |
|               | Grégory Ali-Oglou | 516       | 34,81 %     | 4  | 1  |

Le conseil municipal de Mouriès, commune de plus de 1 000 habitants, est élu au scrutin proportionnel de liste à deux tours (sans aucune modification possible de la liste), pour un mandat de six ans renouvelable. Compte tenu de la population communale, le nombre de sièges à pourvoir lors des élections municipales de 2020 est de 29. Les 29 conseillers municipaux issus de la liste « Mouriès, j'aime, continuons ensemble ! » conduite par Alice Roggiero (DVD) sont élus au premier tour avec un taux de participation de 54,85 %.
Dans les communes 1 000 habitants et plus, les conseillers sont élus au suffrage direct à la fois pour un mandat de conseiller municipal et pour un mandat de conseiller communautaire. Les 5 sièges attribués à la commune au sein de la communauté de communes Vallée des Baux-Alpilles sont élus dès le premier tour.

#### Chronologie des maires
| Période   | Période                    | Identité                     | Étiquette | Qualité                                                                 |
| --------- | -------------------------- | ---------------------------- | --------- | ----------------------------------------------------------------------- |
|           | 1813                       | Jacques Cornille             |           |                                                                         |
| 1813      | 1821                       | Antoine Darmure              |           |                                                                         |
| 1821      | 1830                       | François Marie de Bonnecorse |           |                                                                         |
| 1830      | 1840                       | Pierre Boussot               |           |                                                                         |
| 1840      |                            | Honoré Eugène Laville        |           |                                                                         |
|           |                            | …                            |           |                                                                         |
| ?         | ?                          | Jules Millaud                | Rad.      | Propriétaire, conseiller général du canton d'Eyguières (1919-1920)      |
| 1935      | 1943                       | Pierre Astier                | SFIO      | Conseiller d'arrondissement du canton d'Eyguières (1937-1940)           |
| 1943      | 1945                       | Fernand Racineux             |           | Président de la délégation spéciale nommée par le Gouvernement de Vichy |
| 1945      | 1953                       | Pierre Astier                | SFIO      | Conseiller général du canton d'Eyguières (1945-1953)                    |
| 1953      | 1971                       | André BLANC                  |           |                                                                         |
| 1971      | 1989                       | Jean-Louis Codaccioni        |           |                                                                         |
| 1989      | 1995                       | Jacques Causse               |           |                                                                         |
| 1995      | 2001                       | Anne-Marie Brunel            |           |                                                                         |
| 2001      | 2014                       | Pierre Santoire              | DVD       | Pharmacien                                                              |
| mars 2014 | En cours (au 28 juin 2020) | Alice Roggiero               | DVD       | Retraitée Fonction publique                                             |

## Équipements et services publics

### Eau et déchets
Le traitement des déchets des ménages et déchets assimilés est assuré dans le cadre des missions de la communauté de communes Vallée des Baux-Alpilles.

### Enseignement
La commune dispose d'une école élémentaire Louis Pasteur de 206 élèves, d'une école maternelle de 115 élèves et d'une crèche d'une capacité de 20 enfants inaugurée en 2011. Le collège Charloun Rieu à Saint-Martin-de-Crau et les lycées Louis Pasquet et Montmajour à Arles ainsi que le lycée privé agricole Fontlongue à Miramas sont les établissements les plus proches de Mouriès.

### Santé
La commune de Mouriès dispose d'une pharmacie, de plusieurs cabinets médicaux et d'un cabinet dentaire.

## Population et société

### Démographie
L'évolution du nombre d'habitants est connue à travers les recensements de la population effectués dans la commune depuis 1800. Pour les communes de moins de 10 000 habitants, une enquête de recensement portant sur toute la population est réalisée tous les cinq ans, les populations de référence des années intermédiaires étant quant à elles estimées par interpolation ou extrapolation. Pour la commune, le premier recensement exhaustif entrant dans le cadre du nouveau dispositif a été réalisé en 2008.

En 2022, la commune comptait 3 471 habitants, en évolution de +1,52 % par rapport à 2016 (Bouches-du-Rhône : +2,48 %, France hors Mayotte : +2,11 %).
| 1800  | 1806  | 1821  | 1831  | 1836  | 1841  | 1846  | 1851  | 1856  |
| ----- | ----- | ----- | ----- | ----- | ----- | ----- | ----- | ----- |
| 1 966 | 1 643 | 1 936 | 1 789 | 1 845 | 1 830 | 1 890 | 2 003 | 2 101 |

| 1861  | 1866  | 1872  | 1876  | 1881  | 1886  | 1891  | 1896  | 1901  |
| ----- | ----- | ----- | ----- | ----- | ----- | ----- | ----- | ----- |
| 2 163 | 2 242 | 2 200 | 2 060 | 1 964 | 1 995 | 1 690 | 1 680 | 1 648 |

| 1906  | 1911  | 1921  | 1926  | 1931  | 1936  | 1946  | 1954  | 1962  |
| ----- | ----- | ----- | ----- | ----- | ----- | ----- | ----- | ----- |
| 1 500 | 1 500 | 1 453 | 1 417 | 1 300 | 1 300 | 1 307 | 1 383 | 1 434 |

| 1968  | 1975  | 1982  | 1990  | 1999  | 2006  | 2008  | 2013  | 2018  |
| ----- | ----- | ----- | ----- | ----- | ----- | ----- | ----- | ----- |
| 1 631 | 1 865 | 2 283 | 2 505 | 2 752 | 3 012 | 3 085 | 3 448 | 3 400 |

| 2022  | - | - | - | - | - | - | - | - |
| ----- | - | - | - | - | - | - | - | - |
| 3 471 | - | - | - | - | - | - | - | - |

### Manifestations culturelles et festivités

#### La fête des olives vertes
Principale festivité de Mouriès, la fête des olives vertes se déroule annuellement le troisième week-end de septembre. Le samedi est animé par un concours d'olives cassées.
Son rendez-vous majeur est le grand défilé traditionnel du dimanche matin, qui dure près de deux heures: arlésiennes, costumes provençaux, calèches, danses folkloriques. Le dimanche après-midi est animé par une importante course camarguaise.
La fête des olives vertes est une pratique inscrite à l'inventaire du patrimoine culturel immatériel en France en 2019.

#### La fête votive de la Saint-Louis
La fête votive la voto est la fête du village, nommée ainsi en hommage à son patron saint Louis : manifestations taurines dans les rues (abrivado notamment), concours de pétanque, activités pour les enfants, soirées dansantes. Elle a lieu chaque année en août, dure 6 jours et est clôturée le jeudi par un grand aïoli populaire.

#### La bouvine
Le club taurin mouriésen a été fondé en 1912. L'ouverture de la temporada se fait à Pâques par l'organisation du trophée André Blanc (fête du club taurin), du trophée André Soler (fête votive) et de la finale des olives vertes.

#### La Festo dou Riban
Le club taurin du village élit tous les ans une jeune fille au titre de « reine du Ruban » lors des Festo dou Riban. À cette occasion, la jeune fille, devant parler couramment la langue provençale, défile aux côtés de la reine d'Arles et représente le village lors de cérémonies culturelles.
| No | Nom                     | Date du règne | Sources |
| -- | ----------------------- | ------------- | ------- |
| 1  | Christelle Roggiero     | 1996-1997     |         |
| 2  | Sandrine Favier         | 1997-1998     |         |
| 3  | Hélène Vianès           | 1998-1999     |         |
| 4  | Claire Martin           | 1999-2000     |         |
| 5  | Amandine Ricaud-Roux    | 2000-2001     |         |
| 6  | Perrine Crouau          | 2001-2002     |         |
| 7  | Marjorie di Christofano | 2002-2003     |         |
| 8  | Aurélie Racamier        | 2003-2004     |         |
| 9  | Émilie Dublé            | 2004-2005     |         |
| 10 | Carlyne Nègre           | 2005-2006     |         |
| 11 | Alexandra Engelaere     | 2006-2007     |         |
| 12 | Julia Berizzi           | 2007-2008     |         |
| 13 | Fanny Feraud-Simon      | 2008-2010     |         |
| 14 | Annelyse Dodeler-Puech  | 2010-2011     |         |

#### Irish Music et Dance
Dans le cadre du festival des Alpilles, la municipalité de Mouriès organise chaque année une manifestation musicale Irish Music & Dance qui met en scène un groupe de musiciens irlandais et une troupe de danseuses irlandaises. En hommage à la culture celtique, il a lieu début août dans le parc du Moulin-Peyre et son succès croît d'année en année.

### Sports et loisirs
La commune de Mouriès recèle plusieurs sites d'escalade, offrant de nombreuses voies avec des difficultés variables. Plusieurs voies sont d'ailleurs réputées et de nombreux champions d'escalade les ont fréquenté à l'image de Catherine Destivelle, Marc Le Ménestrel, Chris Sharma ou encore Charlotte Durif. Ils ont grimpé des voies réputées telles que Magie blanche ou Fleur de rocaille, premier 8a féminin de l'histoire, réalisé en juillet 1985 par Catherine Destivelle.
Le site d'escalade de Mouriès est un des plus importants de la région et attire les grimpeurs et les sponsors. Dans les années 1980, Béal est venu promouvoir ses produits à Mouriès. En 2017, c'est EB qui est venu au pied de la falaise.

### Cultes

#### Catholique
- Église Saint Jacques[72].

#### Protestant
- Temple de l'église protestante unie de France[73].

## Économie

### Revenus de la population et fiscalité
En 2008, le revenu fiscal médian par ménage était de 18 185 €, ce qui plaçait Mouriès au 11 925e rang  parmi les 31 604 communes de plus de 50 ménages en métropole.

### Emploi
En 2017, la population âgée de 15 à 64 ans s'élevait à 2 031 personnes, parmi lesquelles on comptait 75,2 % d'actifs dont 66,6 % ayant un emploi et 8,5 % de chômeurs.
On comptait 567 emplois dans la zone d'emploi en 2017, contre 544 en 2007. Le nombre d'actifs ayant un emploi résidant dans la zone d'emploi étant de 1 384, l'indicateur de concentration d'emploi est de 40,9 %, ce qui signifie que la zone d'emploi offre moins d'un emploi pour deux habitants actifs. Ainsi, 73,5% des actifs de 15 ans ou plus ayant un emploi et résidant à Mouriès travaillent dans une commune extérieure.
En 2017, 42,9 % des emplois sont liés au secteur tertiaire, 26,7 % aux emplois publics, 16,5% à l'agriculture, 7,8 % à la construction et 6 % à l'industrie.

### Entreprises et commerces

#### Agriculture
Le terroir agricole est reconnu par 7 appellations d'origine contrôlées :
- Vin Coteaux-d'aix-en-provence
- Vin Les-baux-de-provence
- Olives cassées de la vallée des Baux-de-Provence
- Olives noires de la vallée des Baux-de-Provence
- Huile d’olive de la vallée des Baux-de‐Provence
- Foin de Crau
- Taureau de Camargue.

##### Oléiculture

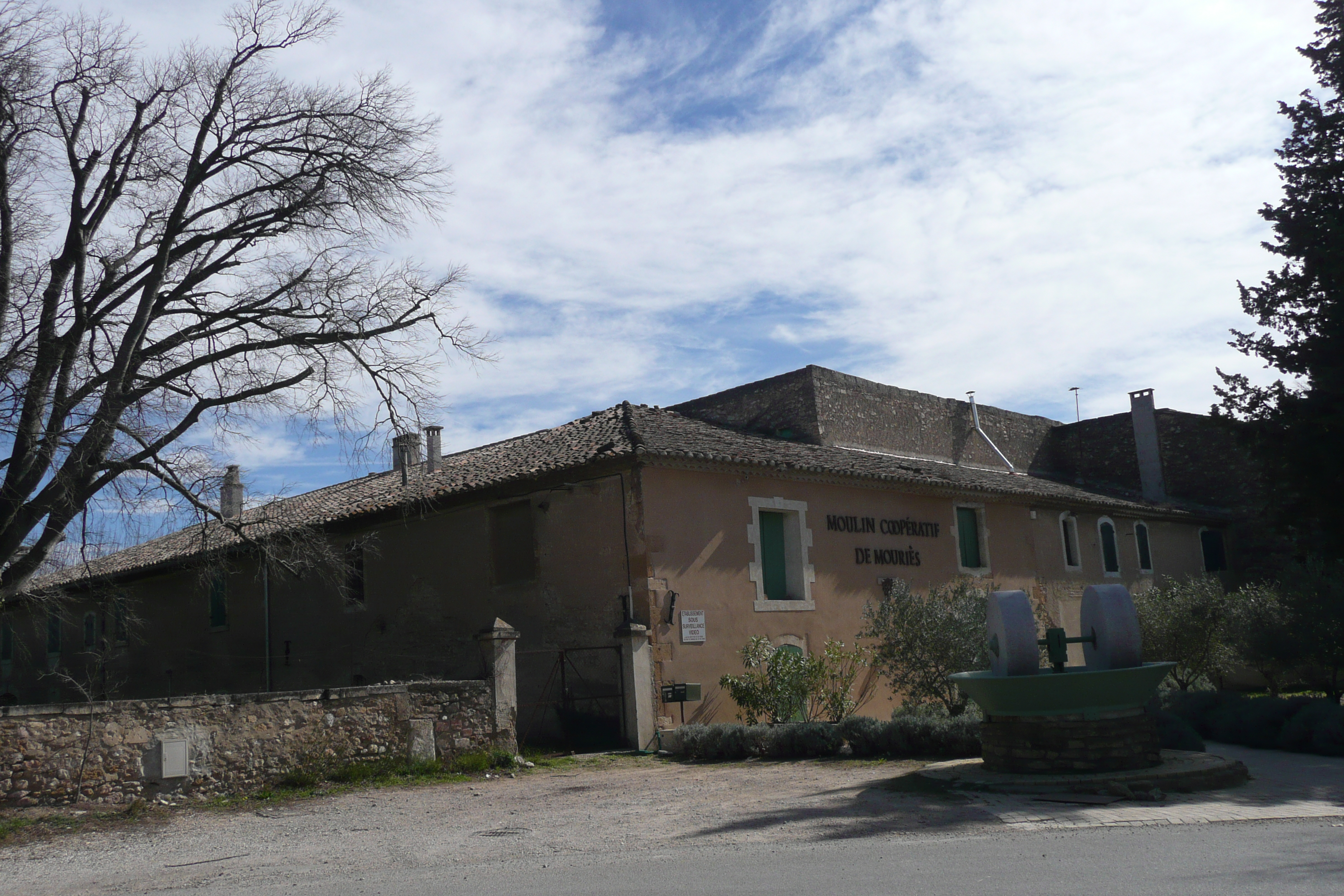
Le moulin coopératif de Mouriès.

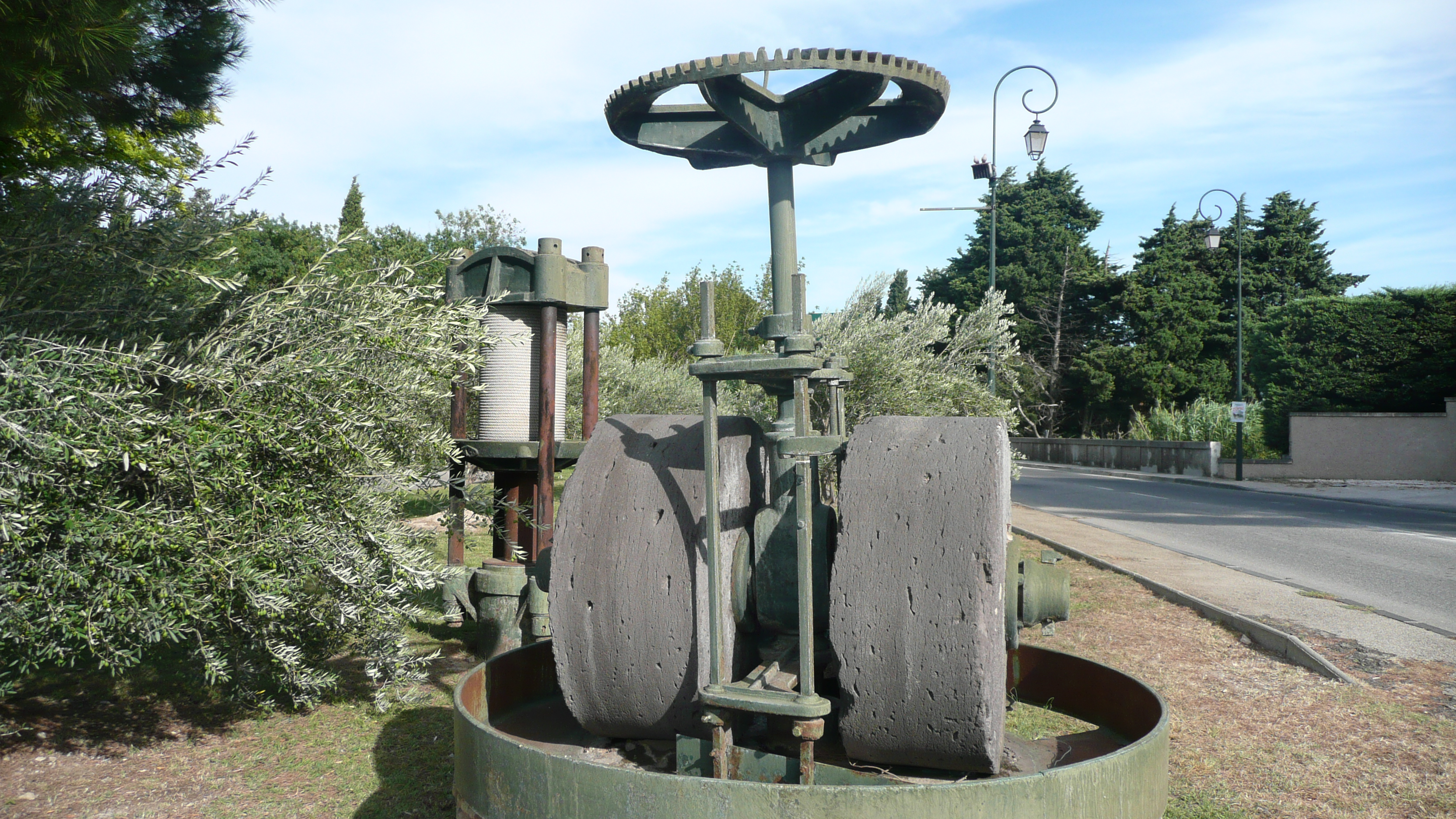
Meules de moulin à huile.

La commune produit de l'huile d'olive de la vallée des Baux-de-Provence protégée par une appellation d'origine contrôlée (AOC) depuis un décret pris par l'INAO, le 27 août 1997. Les variétés d'olives qui entrent dans son élaboration sont la salonenque, la beruguette, la grossane et la verdale des Bouches-du-Rhône. Elle produit aussi des olives cassées de la vallée des Baux-de-Provence qui sont protégées par une appellation d'origine contrôlée (AOC) depuis un décret pris par l'INAO, le 27 août 1997. Les variétés d'olives proposées à la commercialisation sont la salonenque et la beruguette.
La commune de Mouriès est connue pour son huile d'olive. Moins « médiatique » que Nyons, elle est pourtant la première commune oléicole de France en nombre d'oliviers,. Ses vergers produisent diverses variétés qui donnent sa saveur particulière à l'huile d'olive AOC de la vallée des Baux-de-Provence. Cette huile extra-vierge aux notes herbacées est extraite par première pression à froid.

##### Viticulture

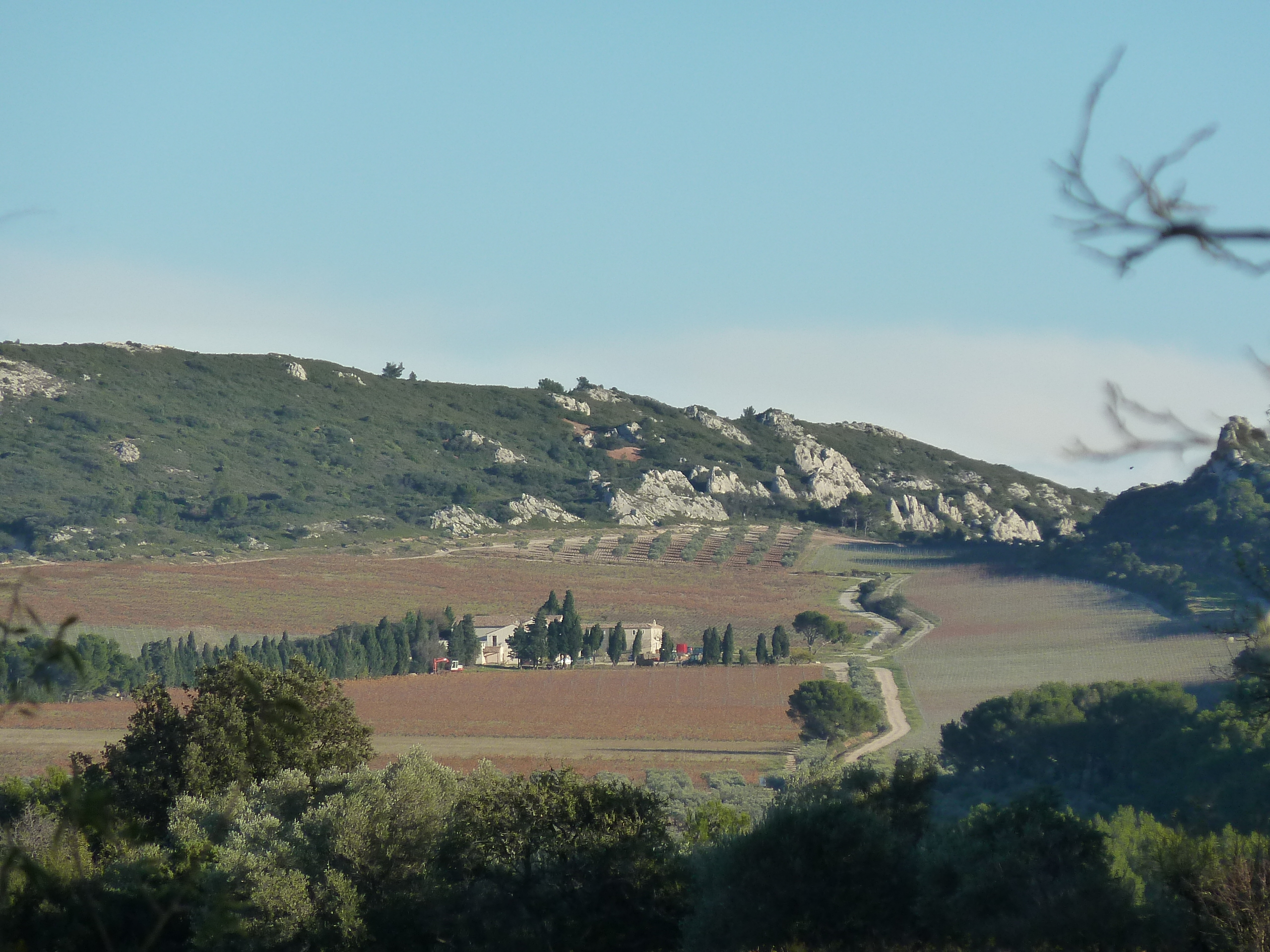
Les vignobles au Mas de Lauzière

La commune a son terroir classé en AOC et produit des vins Coteaux-des-baux-en-provence. Cette AOC a été reconnue par un décret du 20 avril 1995 pour les vins rouges et rosés. D'abord classé VDQS par un arrêté du 23 janvier 1956 dans le cadre des coteaux-d'aix-en-provence, un second décret daté du 24 décembre 1985 permit l’utilisation de la dénomination générique « Les Baux de Provence » reconnaissant l’identité spécifique de ce vignoble de la région des Baux englobant sept communes du massif des Alpilles. Sa production annuelle atteint 15 500 hectolitres, dont 75 % en rouge et 25 % en rosé.
Le vin de pays des Alpilles est un vin de pays de zone, au nord des Bouches-du-Rhône qui a vocation à labelliser, après dégustation, les vins ne pouvant postuler à l'appellation d'origine coteaux-des-baux-de-provence. Jusqu'en 2000, il portait le nom de vin de pays de la Petite Crau. La production annuelle est d'environ 6 000 hectolitres. Son vignoble, planté sur un plateau caillouteux, est limité au nord par la Durance et au sud par les Alpilles.

### Activité commerciale
Les commerces de la commune se concentrent essentiellement sur le cours Paul-Révoil, ainsi que dans l'avenue Pasteur, artères principales du village.
Un marché alimentaire et textile se tient tous les mercredis matin sur le cours Paul-Révoil, au centre du village.

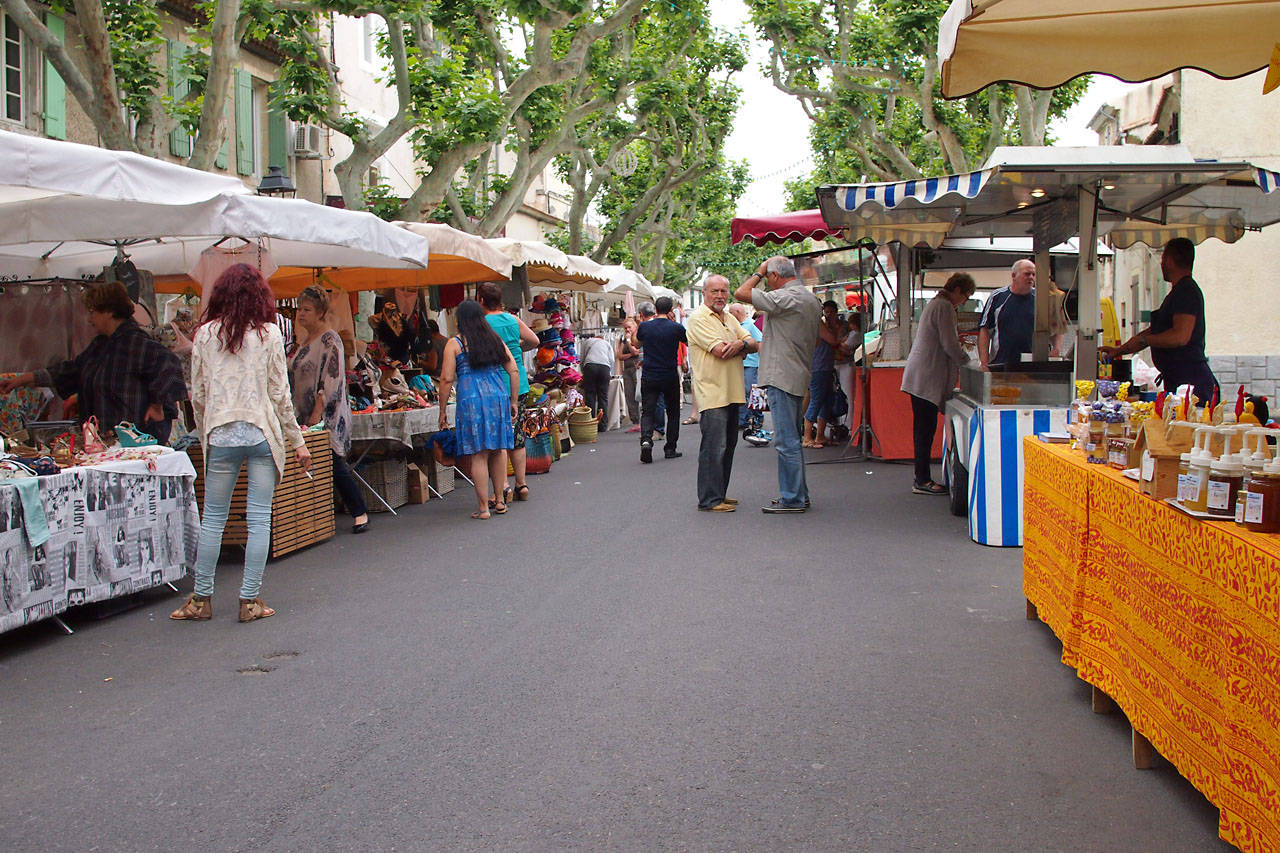
Marché dans Mouriès, Cours Paul-Revoil.
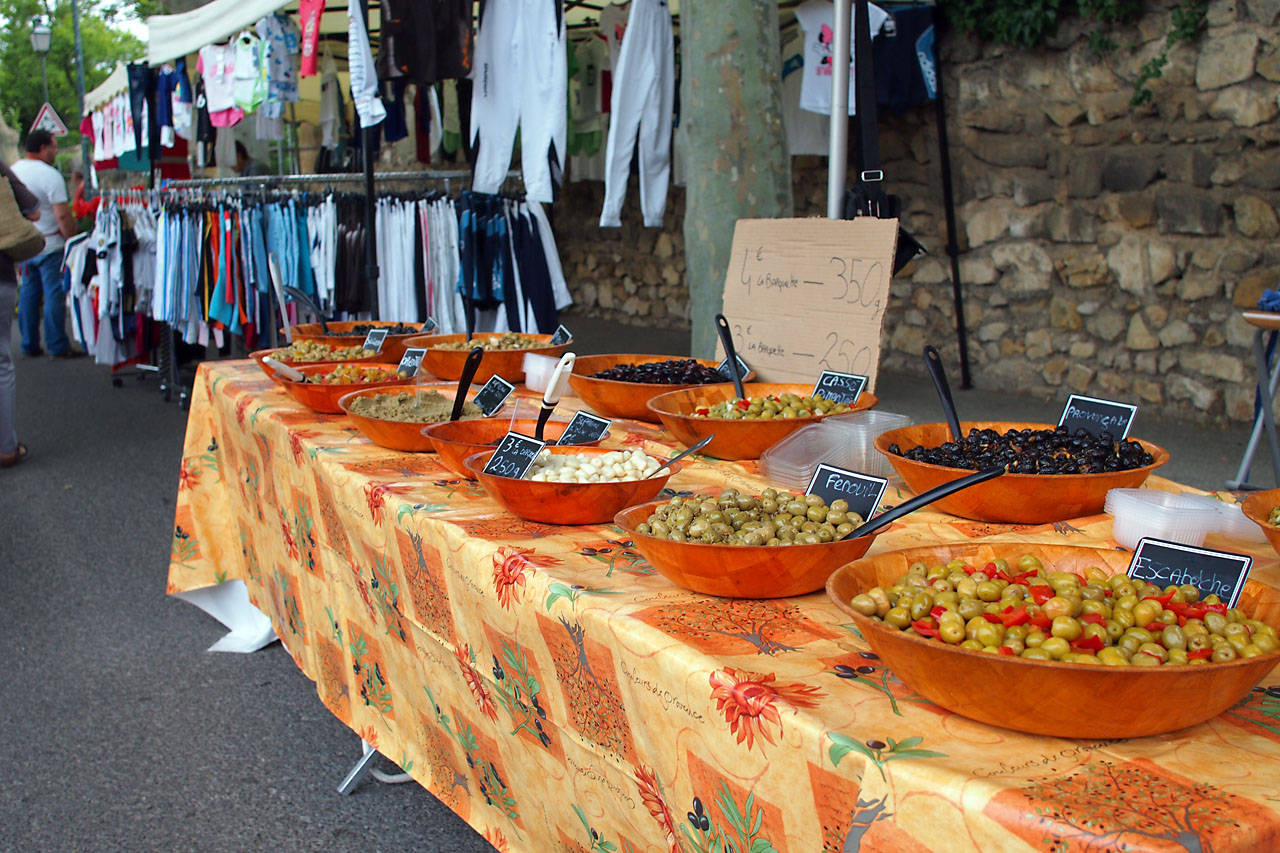
Marché dans Mouriès, Cours Paul-Revoil.
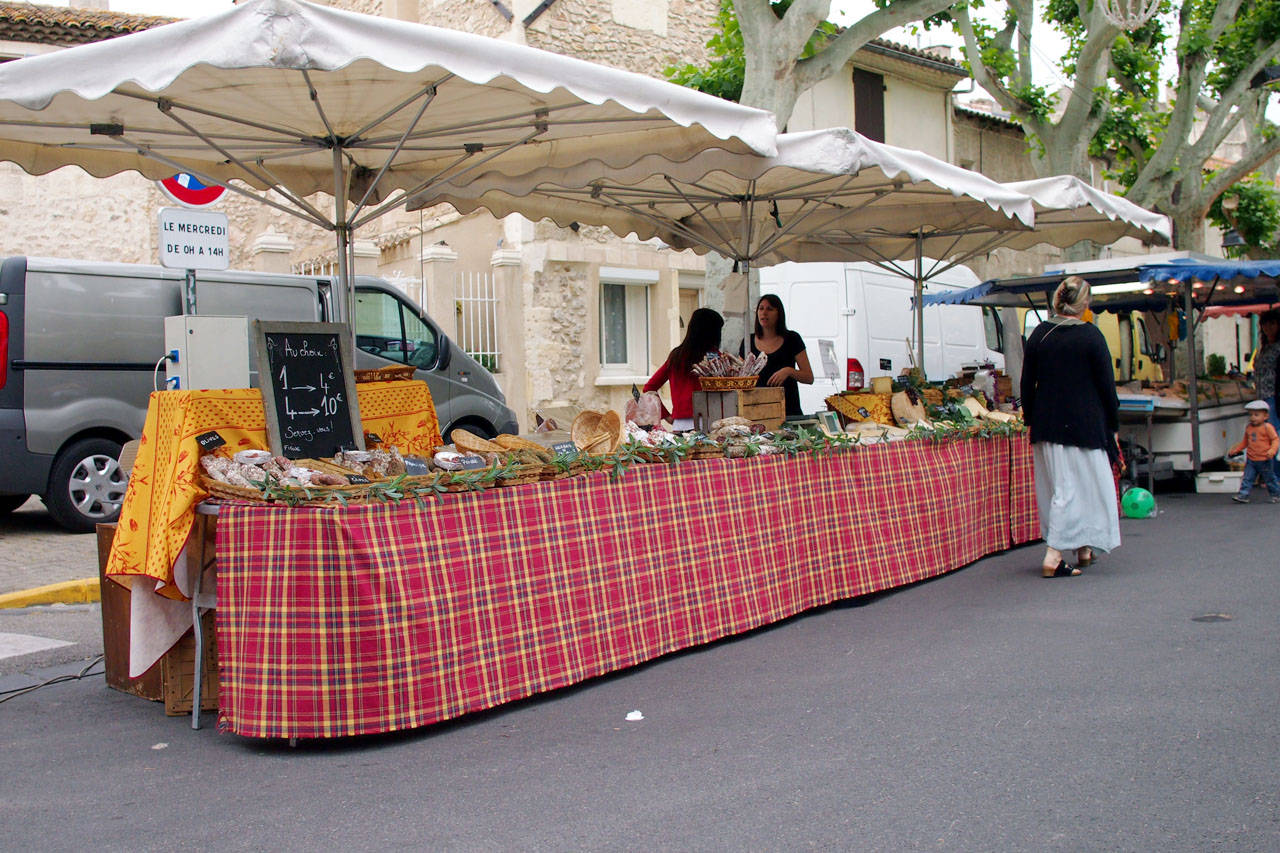
Marché dans Mouriès, Cours Paul-Revoil.
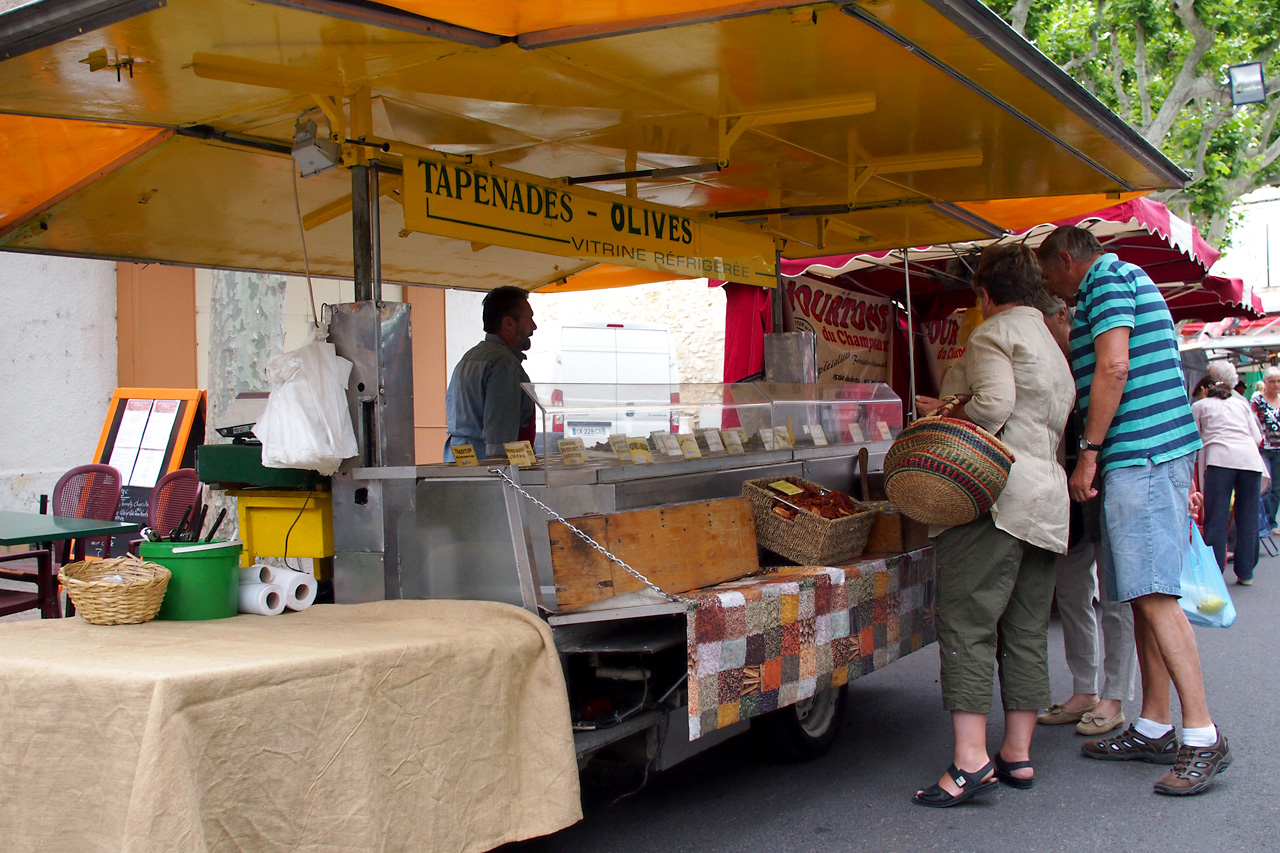
Marché dans Mouriès, Cours Paul-Revoil.
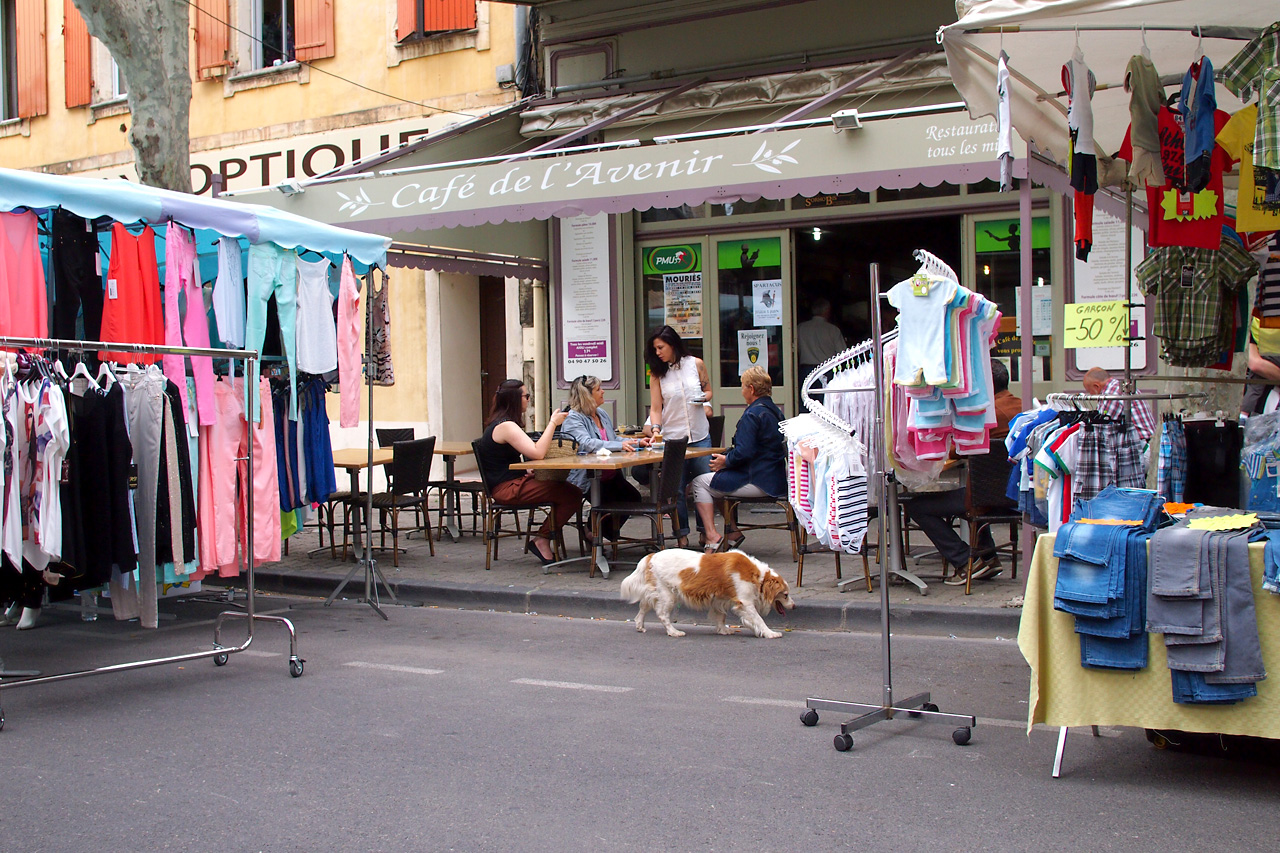
Marché dans Mouriès, Cours Paul-Revoil, Café de l'Avenir.

### Tourisme
On peut considérer trois principales sortes de tourisme dans les Alpilles : le tourisme historique et culturel qui s'appuie sur un patrimoine riche (les Baux-de-Provence, Glanum, etc.) ou sur des festivals ; le tourisme de détente, traduit par un important développement des chambres d'hôtes, de l'hôtellerie, de la location saisonnière et par la multiplication des piscines et des marchés provençaux ; enfin, le tourisme vert qui profite des nombreux chemins de randonnée et du cadre protégé qu'offrent le massif et ses environs.

## Culture locale et patrimoine

### Lieux et monuments
- L'oppidum des Caisses de Jean-Jean, oppidum du VIe siècle.
- L'église Saint-Jacques-le-Majeur, consacrée en 1782[83].
- Le temple protestant datant de 1823[84].
- Le mas de Brau, inscrit partiellement monument historique le 2 juin 1938 (façade sud et toiture)[85], à l'ouest du bourg.
- Le mas de Malacercis, ancienne dépendance du marquisat des Baux-de-Provence, datant du XVIe siècle.
- Le mas Saint Michel, ancienne propriété et dépendance du marquisat des Baux-de-Provence, datant du XVIIIe siècle et situé en plein cœur du bourg.
- Le moulin Peyre, ancien moulin à huile d'olive, datant de 1654.
- Le château de Servanes, au nord du bourg, aujourd'hui hôtel[86].
- Les arènes André-Blanc, inaugurées le 26 juin 1927.
- De nombreux anciens mas structurent le secteur agricole du territoire.

Bien que situé sur le territoire de Saint-Rémy-de-Provence, le site de Pierredon (ancienne abbaye, chapelle monument historique), qui n'est accessible que depuis Mouriès, peut être considéré comme lié au patrimoine de la commune. C'est de nos jours un domaine viticole. 

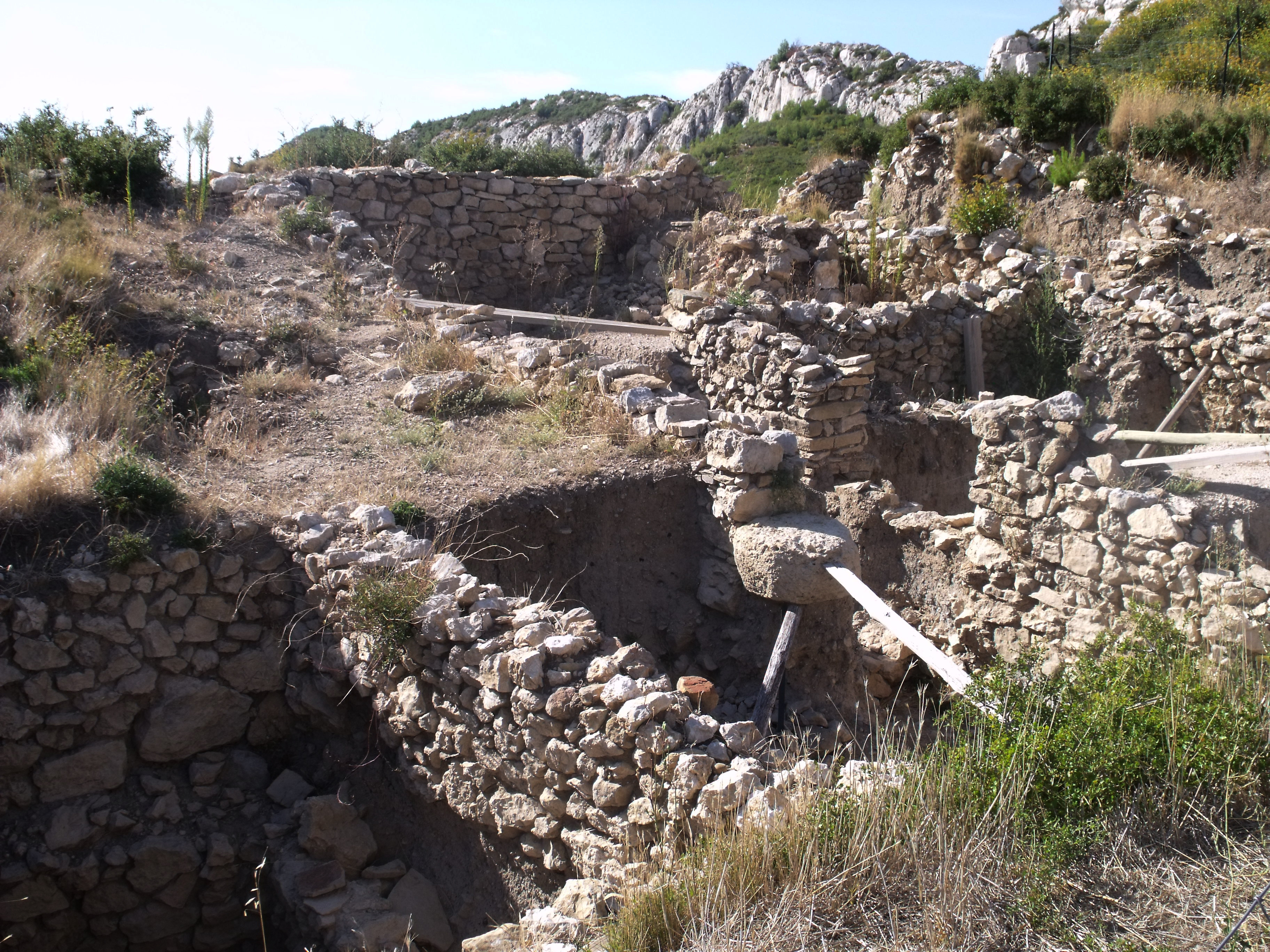
Oppidum des Caisses de Jean-Jean
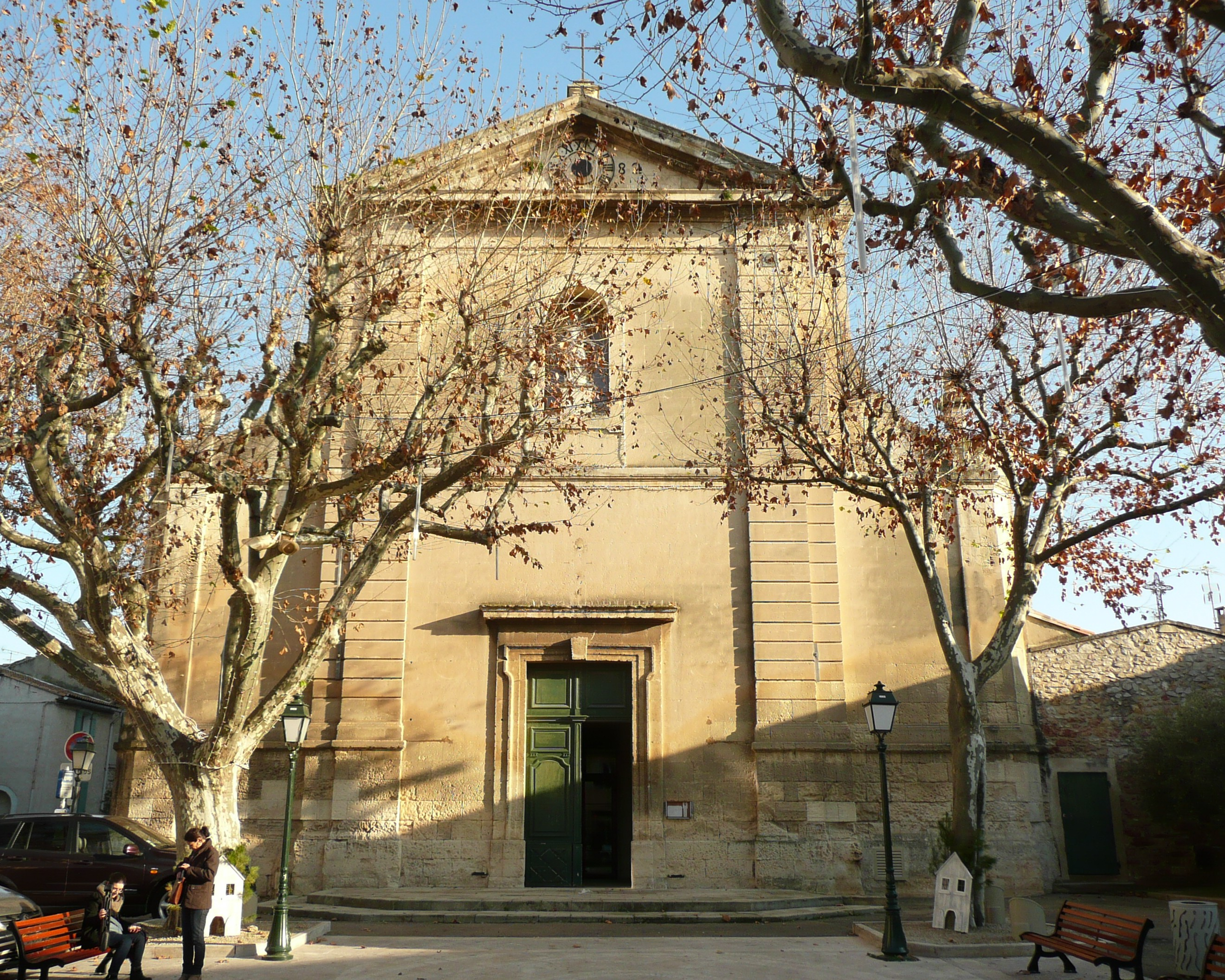
Église Saint-Jacques-le-Majeur
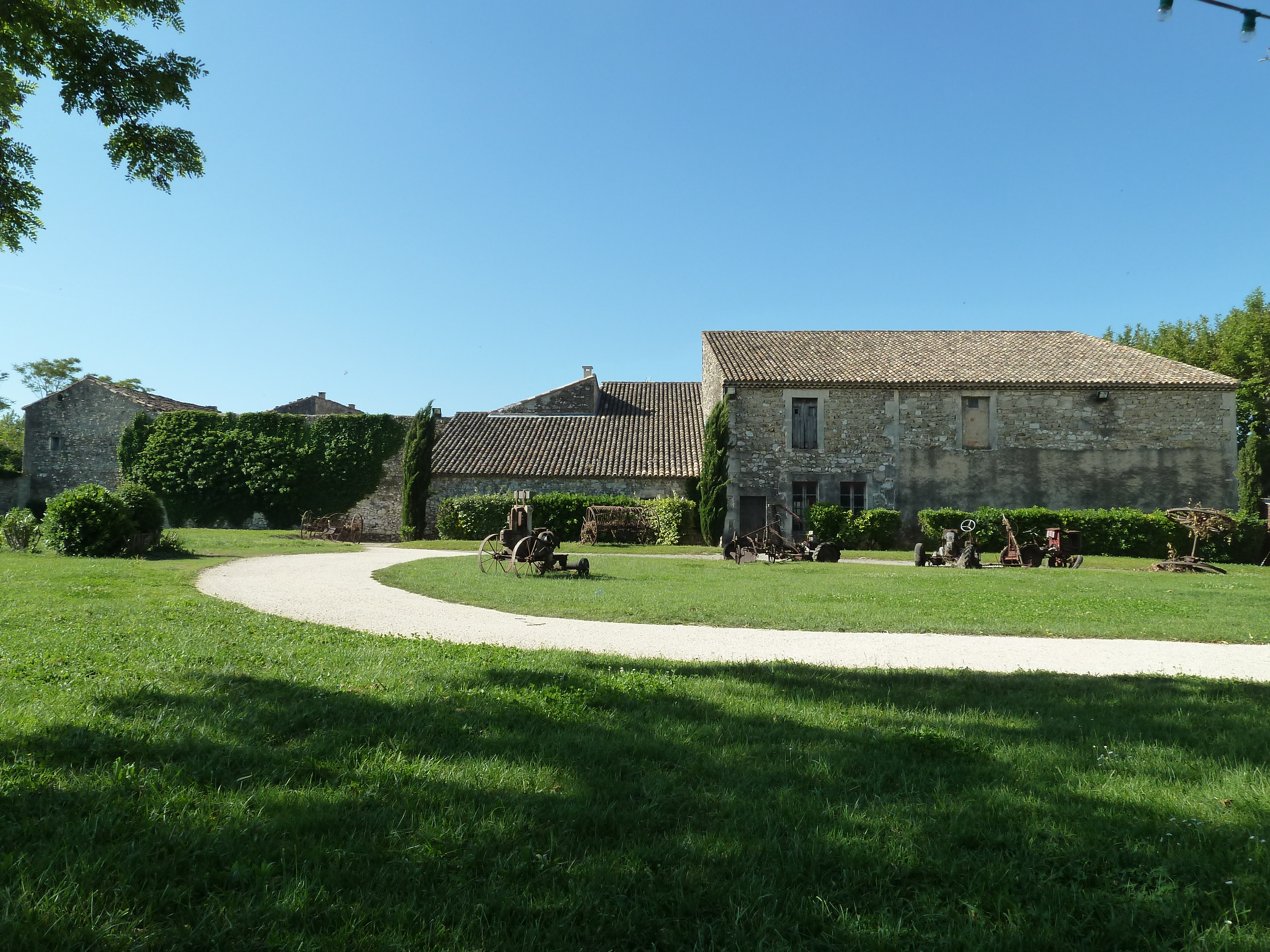
Moulin Peyre

### Personnalités liées à la commune
- Pierre Quiqueran de Beaujeu (1522-1550), évêque de Senez, auteur de la Provence louée.
- Jean-Baptiste Coye (1711-1771), écrivain provençal de langue d'oc.
- Louise Colet née Révoil de Servannes (1810-1876), poète et écrivaine française, s'est mariée à Mouriès
- Henri Révoil (1822-1900), architecte.
- Pierre Baragnon (1830-1904), journaliste et homme politique, né au château de Servanes.
- Paul Révoil (1856-1914), diplomate français.
- Antoine Serra (1908-1995), artiste peintre.
- Deva Dassy (1911-2016), cantatrice française.
- Jean-Calendal Vianès (1913-1990), poète provençal.
- Charles Aznavour (1924-2018), chanteur français, y est décédé dans sa maison des Alpilles Aigo claro (eau claire)[88]
- Toni Grand (1935-2005), sculpteur.
- Éric Cantona (1966- ), acteur, ancien footballeur professionnel[89].
- Aurélien Bosc (1979- ), homme d’affaires, président des Cinémas Pathé Gaumont.

### Héraldique, logotype et devise
| Armes de Mouriès | Les armes peuvent se blasonner ainsi : D'azur à la tour d'argent ouverte et maçonnée de sable, sommée de deux colombes d'argent, becquées et membrées de gueules, supportant de leur bec un écusson du même à l'étoile à 16 rais d'argent. |